# Schlacht bei Szczekociny
Racławice •
Warschauer Erhebung •
Wilnaer Erhebung •
Niemenczyn •
Polany •
Lipniszki •
Szczekociny •
Chełm •
Soły •
Kurlander Erhebung •
Gołków •
Raszyn •
Kolno •
Błonie •
Warschau (1) •
Sałaty •
Słonim •
Lubań •
Krupczyce •
Terespol •
Großpolnische Erhebung •
Łabiszyn •
Bydgoszcz •
Maciejowice •
Kobyłka •
Praga •
Warschau (2)
Die Schlacht bei Szczekociny (auch: Rawka) fand am 6. Juni 1794 in einem Vorort der Stadt Szczekociny (in Kleinpolen) zwischen den polnischen und einer Allianz von preußischen und russischen Streitkräften während des Kościuszko-Aufstands statt. Sie endete mit einer polnischen Niederlage.

## Hintergrund
Nach Russlands Niederlage in der Schlacht bei Racławice traten die Preußen den Russen zur Seite, um ihnen bei der Niederschlagung des polnischen Aufstandes zu helfen.:194. Kościuszko hatte sich auf die preußische Neutralität verlassen.:194 Die Russen stellten die linke und die Preußen die rechte Flanke.
Die Polen wurden von Tadeusz Kościuszko angeführt. Alexander Tormassow führte die gegnerischen Truppen. General Tormassow hatte zuvor am Türkenkrieg von 1787 bis 1792 teilgenommen. Die Preußen führte General Franz Andreas von Favrat.:194 Dieser war ein überzeugter Vertreter des Einsatzes von Artillerie, was den Sieg begünstigte.

## Schlacht
Preußen und Russen brachten etwa 26.500 Soldaten aufs Feld, die Polen 15.000. Die Polen wurden vor allem durch Kanonenbeschuss besiegt.:194 Der Bauernheld Wojciech Bartosz Głowacki fiel in der Schlacht.:194 Neben Głowacki starben auch zwei Generäle in der Schlacht, Józef Wodzicki:194 und Jan Grochowski. General Sanguszko fand Kościuszko auf dem Schlachtfeld, der sagte, dass er hier sterben wolle. Er wurde jedoch in Sicherheit gebracht.:195

## Folgen
Kościuszkos Truppen mussten sich nach Warschau zurückziehen, während Preußen und Russen Krakau am 15. Juni eroberten.:195 Österreich drang dann von Süden in Polen ein.:195 Der polnische Aufstand wurde dann auf die Verteidigung Warschaus reduziert.:195